# 합천 청강사 승탑
합천 청강사 승탑(陜川 晴堈寺 僧塔)은 대한민국 경상남도 합천군 청강사에 있는 조선시대의 승탑이다. 2015년 9월 3일 경상남도의 문화재자료 제594호로 지정되었다.

## 개요
합천 청강사 승탑은 지대석에서부터 상륜부까지 승탑의 일반적인 세부 구조를 다 갖춘 이 승탑은 지대석과 하대석이 높게 가구되어 있어 규모에 비해 전체 높이가 높은 편이다.
지대석과 하대석은 체감된 층단처럼 유사한 형태로 각각 1매의 팔각 석재로 가구되어 있다. 다만 문양이 없는 지대석과는 달리 하대석 각 면석에는 연꽃을, 곡면으로 처리된 윗면에는 복련을 새겨 놓았다. 중대석은 고복형으로 상하 가장자리에 연판문을 새긴 후 표면에 두 마리의 용이 보주를 희롱하는 모습과 함께 여의두문을 가득 조출하고 있다. 팔각의 상대석에는 각 면에 박쥐를 새겨 놓고 있다. 탑신부의 탑신석은 구형이며 표면을 4등분하여 국화문, 연화문, 목련문 등을 조각하고 있다. 팔각의 옥개석에는 기와골이 각출된 낙수면과 귀꽃 및 밑면에도 부연과 서까래가 표현되어 있기도 하다. 상륜부는 보개석과 보주석으로 가구되어 있는데 1매의 석재로 치석되어 있다.
이 승탑은 치석된 석재 형태와 문양의 시문 배치 형식 및 문양들이 조선시대에 건립되는 장명등의 조각 수법 및 문양 양식을 많이 따르고 있다. 또한 이 승탑은 조선후기부터 건립되는 대부분의 승탑이 석종형 양식을 따르거나 팔각원당형과 석종형이 혼합된 간략해진 양식을 지니고 있는 것에 비해 독특한 양식을 갖추고 있어 조선말기에서 근대에 이르는 시기에 조성된 것으로 파악된다.

## 참고 자료
- 합천 청강사 승탑 - 국가유산청 국가유산포털